# Kamienne bóstwo pogańskie z Małocina
Kamienne bóstwo pogańskie z Małocina – kamienna rzeźba granitowa, pogański bożek z okresu wczesnośredniowiecznego przedpiastowskiego znajdujący się w zbiorach Muzeum Ziemi Zawkrzeńskiej w Mławie.
Rzeźba jest wykuta w granicie, przedstawia popiersie, głowę męską z brodą i włosami rozczesanymi na boki, z lewej strony głowy znajduje się duży ubytek. Rzeźba jest datowana na prawdopodobnie VI – VIII wiek, odosobniony pogląd datuje rzeźbę na 700 lat przed Chrystusem. Rzeźba jest unikalnym znaleziskiem w skali kraju, jedynym tego typu na Mazowszu i dlatego trudno określić przez analogię jej przeznaczenie. Przeważa pogląd wyrażony w Dziejach Kultury Polskiej przez Aleksandra Brücknera, że jest to przedmiot kultu, bóstwo pogańskie jakie czciła miejscowa ludność.

## Historia znaleziska
Rzeźba została odkryta w roku 1926 w Małocinie przez Antoniego Figurskiego podczas wydobywania torfu na należącej do niego łące, gdzie trafiła do bagna prawdopodobnie około 1300 roku na fali wprowadzania chrześcijaństwa i niszczenia śladów kultów pogańskich. W roku jej odnalezienia była prezentowana na Wystawie Mazurskiej i następnie trafiła do utworzonego w roku 1926 Miejskiego Muzeum Regionalnego w Mławie stając się jego najciekawszym eksponatem. Do dzisiaj jest eksponowana na stałe w dziale archeologicznym w będącym jego kontynuatorem Muzeum Ziemi Zawkrzeńskiej w Mławie. W czasie okupacji niemieckiej rzeźba wraz z pozostałymi zbiorami muzeum mławskiego miała być wywieziona przez Niemców, jednak została wykradziona z przygotowanego transportu przez Wincentego Kruszyńskiego i Jana Bubrowieckiego ukryta w podziemiach kościoła pw. Św. Trójcy, gdzie doczekała końca wojny i ponownie trafiła na ekspozycję do reaktywowanego muzeum.